# Cno (jezioro)
Cno (biał. Цно) – jezioro na Białorusi, w rejonie brasławskim obwodu witebskiego, 1,5 km na wschód od Brasławia. Należy do Brasławskiej Grupy Jezior. Przechodzi obok niego szlak turystyczny. Jezioro leży w basenie rzeki Drujki, która przez nie przepływa. Jego powierzchnia wynosi 0,57 km², głębokość maksymalna – 2,9 m, długość – 1,1 km, szerokość – 0,85 km. Długość linii brzegowej wynosi 3,7 km. Objętość wody w jeziorze wynosi 0,74 mln m³, powierzchnia zlewni – 452 km². Stoki niecki jeziora mają wysokość 6–10 m, w dolnej części rozorane, w górnej porośnięte łąką i lasem. Brzegi niskie, zabagnione i rozlewiskowe. Dno wysłane sapropelem, w miejscu uchodzenia doń rzeki Drujki – piaszczysto-ilaste. Na jeziorze znajduje się wyspa o powierzchni 0,011 km². Jezioro silnie zarasta roślinnością.
W latach 1921–1939 jezioro znajdowało się na terytorium II Rzeczypospolitej. W wyniku napaści ZSRR 17 września 1939 znalazło się na obszarze Białoruskiej SRR.